# 菅原正志
菅原正志（日语：／ Sugawara Masashi，1962年7月14日—）是日本的男聲優，神奈川縣出身，星座巨蟹座。從屬於大澤事務所。

## 代表作
- 忍者戰士飛影（嘉梅蘭）、以柔克剛（花園薰）、OVA機動戰士GUNDAM 0083:Stardust Memory的（索斯·柏寧）南方軍火之意、勇者特急Might Gaine的（艾格傑夫）、熱血最強Go-Saurer的齒輪王／引擎王、超時空要塞 7的雷·拉布洛克等等。

## 概要
- 被公認為是很穩重低音的旁白和演技。但都作為主要又正式的角色、當然也有很滑稽的角色，總而言之範圍是很廣的。
- 非常喜歡釣魚。在釣魚秀的『五疊半的狼』的很努力的主持，並且在自己的部落格裡也討論釣魚的事情。順便一提在2006年在仲夏時所展示的戰利品，是他自己調上來的雙髻鲨。
- 在J-WAVE擔任駕駛員，（無線電個性）是個經驗並不是很多的配音員。
- 妻子是同樣為同事務所的配音員青木菜奈。

## 演出作品
※粗體字表示說明飾演的主要角色。

### 電視動畫
- 愛天使傳說結婚桃子（烏拉格諾）
- 白色獵人（鬼怒川）
- 愛迪生男孩（老爹）
- 美味大挑戰（大馬銀吉）
- 機動警察（司機、軍曹）
- 機動武鬥傳G GUNDAM（布萊克·嘉斯特羅、安德魯·葛拉罕）
- 機巧奇傳希窩烏戰記（富樫）
- 恐龍冒險記侏儸紀公園（艾吉哥）
- 金田一少年之事件簿（朝木冬生）
- 銀魂（狩谷）
- 蠟筆小新（蘿拉之子）
- 烙印勇士（狄恩）
- 疾風無敵銀堡壘（紀洛奇）
- 城市獵人（警官、學生A、其他多數未知名角色）
- 城市獵人2（殺手 第60話、手下 第61話）
- 絲綢之路少年尤特（拉蒙）
- 森林大帝1989年版（加爾（第20話）、吉格（第40話）、他）
- 新釋 戰國英雄傳說 真田十勇士 The Animation（大久保彥左衛門忠教）
- 蒼天之拳（基斯的父親）
- 黑之契約者（一橋誠志）
- 快樂慕敏一家（園長）
- 魔神英雄傳小渡（安柯克達）
- DT Eightron（零）
- 槍神（英格威）
- 21衛門（大使武官A）
- 忍者戰士飛影（嘉梅蘭）
- 忍者亂太郎（雷鬼（第一代）、其他）
- 熱血最強Go-Saurer（齒輪王、引擎王）
- 最高機密 〜The Revelation 〜（白岡）
- 少年冒險王（費南多）
- 超時空要塞 7（雷·拉布洛克）
- 危險調查員（查理·查普曼）
- 咕嚕咕嚕魔法陣（金卡西吉）
- 蜜柑繪日記（動物醫院的醫生）
- 無限的未知（下村由吉）
- MAZE☆爆熱時空（格蘭達）
- 第一神拳（里卡路德.馬爾濟斯）
- 名侦探柯南（根來友也、近藤英一郎、戶部老師、哈迪斯·薩哈拉）
- 以柔克剛（花園薰）
- 亂馬½（經理、其他多數未知名角色）
- 悲慘世界 少女珂賽特（尚萬強（馬德廉））
- 至尊勇者（機械城堡）

1995年
- 鬼神童子ZENKI（神錻羅）

2001年
- 天使領域（小楓的父親）

2012年
- JoJo的奇妙冒險（喬治·喬斯達一世）

2018年
- 名偵探柯南（河合信藏）

2021年
- 名偵探柯南（清水正人）

2024年
- 悲喜漁生（藤代[1]）

### OVA
- 機動戰士GUNDAM 0083:Stardust Memory（索斯·柏寧）
- 阿斯蘭戰記（巴哈特爾）
- 今日我天下（佐佐木）
- 銀河英雄傳說（薩尼亞爾准將）
- 沉沒的艦隊
- 天外魔境自來也朧變（大笨蛋）
- 火焰旅行者（看守的男人）
- 超時空要塞 7（雷·拉布洛克）

### 劇場版動畫
- 阿斯蘭戰記（巴哈特爾）
- 機動戰士GUNDAM 0083：吉昂的餘光（索斯·柏寧）
- 劇場版 火影忍者 大興奮！三日月島上的動物騷亂！（石盾）
- 天空之城（穆斯卡戴黑眼鏡的部下之一）
- 超時空要塞 7 銀河在呼喚著我（雷·拉布洛克）
- 名偵探柯南 銀翼的奇術師（島岡機長）
- 名偵探柯南 漆黑的追跡者（本上和樹）
- 以柔克剛 使用那個計倆（花園薰）

### 遊戲
- Apocripha/0（吉爾·柊）
- 總是 互相重疊的未來（愛爾佐爾法·嘉蘭）
- GUNDAM G世代系列（索斯·柏寧）
- CAPCOM VS. SNK（愛德蒙·本田）
- 餓狼傳說 WILD AMBITION（坂田冬次）
- 機動戰士GUNDAM 吉連的野心（索斯·柏寧）
- 機動戰士GUNDAM 宇宙的邂逅（索斯·柏寧）
- 機動戰士GUNDAM 戰場的牽絆（地球聯邦軍男性操作人員（索斯·柏寧））
- 空想科學世界格列佛男孩（布德·馬蘇爾））※PC Engine版、SEGA Saturn版
- 式神之城III（壬生谷志功）
- 侍魂 武士道烈傳（艾斯奎克）
- 超級機器人大戰系列（索斯·柏寧、雷·拉布洛克、艾格傑夫）
- Street Fighter ZERO3（愛德蒙·本田）
- 心跳回憶（大哥）
- 劍舞者 千年的約定（多雷德奈特）
- Muv-Luv Alternative Total Eclipse（嚴谷榮二）
- 以柔克剛（花園薰）
- 以柔克剛2（花園薰）
- The Legend of Dragoon（康格爾）

### 特別攝影
- 超力戦隊Ohranger（巴拉卡克塔斯1的聲音）

### 外語配音
- 賽門·西斯（賽門（丹尼斯·羅德曼役））※錄影帶版
- 危險驚爆點（賽門（佩因特）
- 欲望城市（賈斯·衛斯特）
- Timecop（麥克斯（尚-克勞德·范·戴姆役）※錄影帶版
- 電腦快車（第2系列的開場白旁白）
- 絕地戰警系列（麥克·羅瑞（威爾·史密斯役）※錄影帶版
- 吸血鬼系列（布萊德（衛斯理·史奈普斯役）※錄影帶版
- 機器戰警（亞歷克斯·墨菲（彼得·威勒役）※DVD版
- 軍火之王（安德烈·巴布蒂斯特一世（伊蒙·沃克役）

### 真人版
- 釣魚秀- 五畳半的狼 星期四21:00～22:00

### 廣播劇
- J-WAVE-Jam the WORLD星期一~星期五20:00～21:50 星期三正式（退出）
- J-WAVE-本田技研工業COMMUNICATION NETWORK DEAR FIELD（節目結束）

### CD
- 心跳回憶-（菅原文太郎）
- Falcom SPECIAL BOX '96-〔[DISC2]CD連續劇 Brandish外傳（金薩）
- 超兄貴秀-（亞登、旁白）
- 說錯話-（恥辱刑罰執行人、其他）

### 其他
- 吉之島CM（旁白）
- 哈利波特系列CM（旁白）
- 加勒比海盗：黑珍珠號的詛咒系列CM（旁白）
- 納尼亞傳奇CM（旁白）
- 三井不動產ResidentialCM（旁白）

- 神奈川縣出身人物

## 外部連結
- （日語）公開簡歷 （页面存档备份，存于）
- （日語）菅原正志的『世田谷漁報』 （页面存档备份，存于）

1. ↑  . Comic Natalie. 2024-08-20  [2024-08-20]. （原始内容存档于2024-09-30） （日语）.